# Jean-Émile Friand
Pour les articles homonymes, voir Friand.
Jean-Émile Friand, né le 5 février 1920 à Marlenheim et mort le 22 décembre 2012 à Strasbourg, est un résistant français pendant la Seconde Guerre mondiale. Il combat dans l'armée du général Giraud en Tunisie, puis dans la Résistance au sein du Groupe mobile d'Alsace (GMA) Vosges. Il termine la guerre au sein de la 2e DB.

## Biographie
Jean-Émile Friand est le fils de Joseph Friand, menuisier, et d'Alphonsine Amélie Hanss.
Il est pâtissier à Phalsbourg quand la Seconde Guerre mondiale éclate. Après l'Armistice et l'annexion de fait de l'Alsace, en novembre 1940, il est expulsé par les autorités du Troisième Reich. Il se réfugie à Arnac-Pompadour.
Début janvier 1941, à Brive, il fait une demande pour s'engager dans l'armée d'armistice. Il est dirigé sur l'Algérie.
Le 30 janvier 1941, à Oran, il s'engage pour trois ans au titre du 2e régiment de zouaves. Après le débarquement allié en Afrique du Nord, il est muté au 40e régiment d'artillerie nord-africaine qui est engagé contre les Allemands en Tunisie,.
Le 3 janvier 1943, il est fait prisonnier à Fondouk El Okbi et interné à Tunis puis transféré à Chalon-sur-Saône. Le 20 janvier 1943, il est envoyé à la prison de Karlsruhe et le 19 juin 1943 au camp de Rastatt-Niederbühl.
Le 13 janvier 1944, grâce à l'intervention du service diplomatique des prisonniers de guerre appelé aussi « mission Scapini », il est libéré et revient à Marlenheim. Il trouve un emploi dans une entreprise de charpente à Romanswiller.

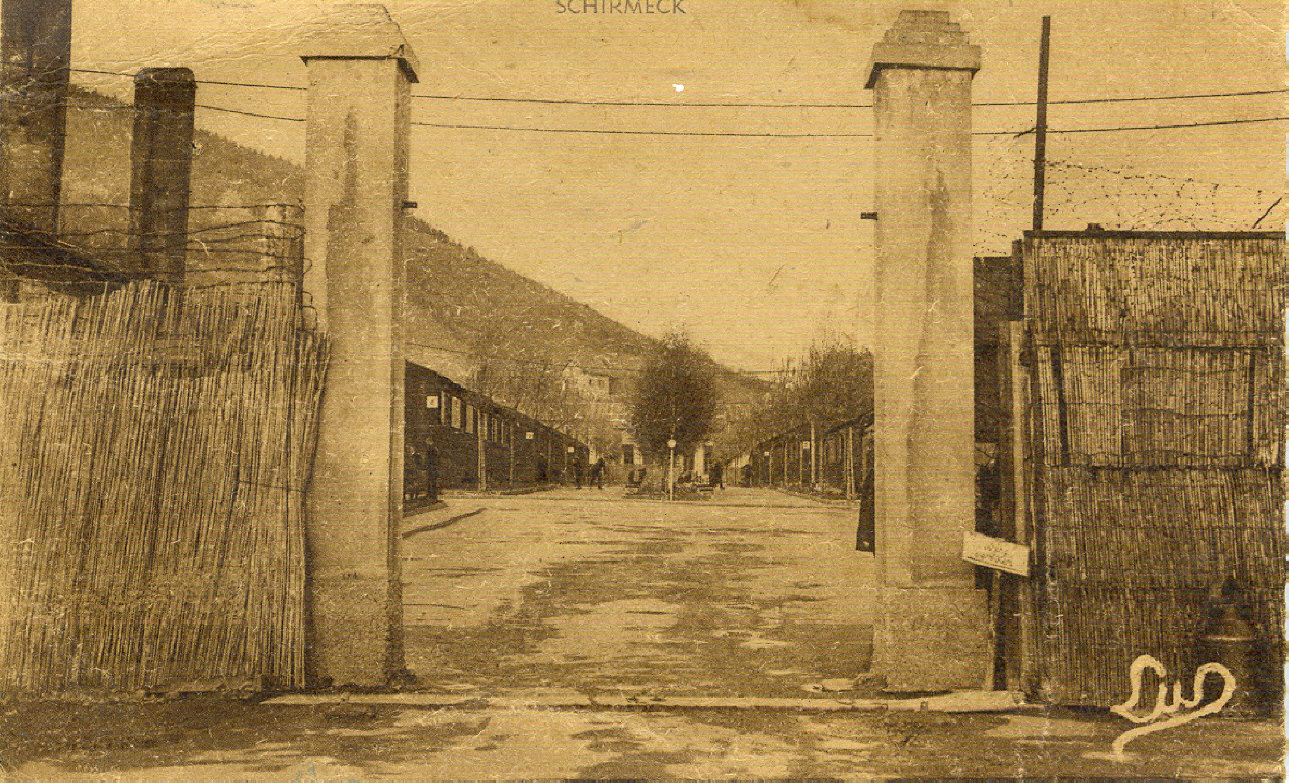
L’entrée du camp de sûreté de Vorbruck-Schirmeck, donnant sur le camp des hommes en 1943. Quand l’avant-camp fut construit, la nouvelle entrée porta l’inscription.

Le 9 février 1944, il est arrêté par les autorités allemandes et interné au camp de sûreté de Vorbruck-Schirmeck. Pendant sa détention, il est convoqué au conseil de révision de la Wehrmacht à la mairie de Schirmeck où il refuse de signer son Wehrpass (« livret militaire ») en vue de son incorporation de force dans l'armée allemande.
Dans un premier temps, il est affecté au Kommando de l'aérodrome d'Entzheim à la fabrication d'abris pour les avions. Puis il est affecté à l'entretien des canalisations du camp. À ce poste, propice aux déplacements, il est alors contacté Robert Douvier et Alphonse Martin de Woerth pour organiser une évasion.
Le 6 juin 1944, en fin d'après-midi, Jean-Émile Friand et Alphonse Martin s'équipent en outillage pour simuler la réparation d'une canalisation. Ils traversent le camp des femmes et parviennent à s'évader en suivant le cours d'un ruisseau. Ils se réfugient à Russ chez une connaissance d'Alphonse Martin pendant tout le mois de juin 1944.
Au début du mois de juillet 1944, les deux hommes sont pris en charge par le passeur Michel Ferry, garagiste à Rothau, membre de la Septième colonne d'Alsace (réseau Martial) au sein de laquelle il est sous les ordres de René Stouvenel. Le passeur les conduit à Moussey d'où les gendarmes les conduits dans le maquis de la 1re centurie du Groupe Mobile d'Alsace (GMA) Vosges commandé par le lieutenant René Ricatte. Jean-Émile Friand s'engage, sous le pseudonyme de « Lucien », dans le groupe clandestin avec le grade ce caporal-chef. Pendant tout le mois d'août, il prend part aux actions du GMA Vosges.
Le 4 septembre 1944, Jean-Émile Friand participe au combat à la ferme de Viombois où il est grièvement blessé et capturé par les Allemands qui l'évacuent sur l'hôpital de Strasbourg où il est soigné.
Le 23 novembre 1944, Strasbourg est libérée. Jean-Émile Friand s'engage, pour la durée de la guerre, dans la 2e division blindée (2 DB). Il est affecté comme brigadier au 40e régiment d'artillerie nord-africain (RANA).
Le 25 août 1945, il est démobilisé et reprend son emploi de pâtissier à Marlenheim.
Le 24 mai 1946, il épouse, à Marlenheim, Marguerite Claire Ostermann.

## Reconnaissance
Jean-Émile Friand est reconnu « Déporté résistant »,.

## Distinctions
- Croix de guerre 1939–1945, palme de bronze (16 juillet 1945) avec la citation suivante[3] :

« Brigadier d'ordinaire très actif et particulièrement dévoué. S'est dépensé sans compter payant constamment de sa personne. N'a pas hésité à plusieurs reprises à se porter très en avant à travers des barrages pour ramener du ravitaillement. »

- Médaille militaire (1958) avec la citation suivante[3] :

« Fait prisonnier lors de la campagne de Tunisie le 3 janvier 1943, sa qualité d'Alsacien lui valut d'être interné dans les geôles allemandes jusqu'en janvier 1944 date à laquelle devant être incorporé de force dans la Wehrmacht, il fut libéré. Refusant de revêtir l'uniforme allemand, a été interné au camp de Schirmeck le 10 février 1944. Après plusieurs mois de souffrances et de privations, le 6 juin 1944, réussissait à s'évader par les égouts et à gagner un maquis des Vosges où il se révéla comme un Chef remarquable.
Le 4 septembre 1944, lors des combats meurtriers de Viombois, fit preuve d'un courage et d'une abnégation dignes d'éloges. Après avoir, au péril de sa vie, sauvé celle de son Officier, fortement engagé, s'est jeté dans la mêlée avec un sang-froid et une audace qui firent l'admiration de ceux qui l'entouraient. 
Grièvement blessé au ventre par une rafale de mitrailleuse après plusieurs heures de combat au corps à corps, fut laissé pour mort sur le terrain et, le lendemain, tombait entre les mains de l'ennemi. Ayant survécu à ses terribles blessures, ne révéla rien de ce qu'il savait sur la Résistance et ce malgré plusieurs interrogatoires de la Gestapo, et, après deux mois d'hôpital, parvenait à s'échapper et à rejoindre la Division Leclerc où il contractait un engagement pour la Durée de la Guerre. Authentique héros des Forces françaises libres de la Résistance. »

- Médaille de la déportation pour faits de Résistance de par son statut de « déporté résistant »[6].